# Glicosilação
O processo de glicosilação pode ser definido como a adição enzimática (um processo análogo não enzimático é a glicação) de carboidratos (também chamados de açúcares, sacarídeos ou hidratos de carbono) a sítios específicos na superfície de proteínas e lipídios, que, conforme a especificidade da molécula orgânica, pode ocorrer tanto no retículo endoplasmático quanto no aparato de Golgi. Assim, a glicosilação leva à formação de glicoproteínas, constituindo um processo co e pós-traducional, ou seja, que pode ocorrer durante e após a tradução, momento em que as proteínas são alvo de diversas modificações estruturais.. Essa reação possui alta importância funcional, visto que confere estabilidade, heterogeneidade e maior solubilidade às moléculas glicosiladas, sendo essencial para a adesão e sinalização celular e para o enovelamento proteico
A glicosilação é um processo enzimático bastante diversificado e plural e, portanto, pode ser subdividida em diversos tipos:
o   N-glicosilação: adição de carboidratos ao nitrogênio das cadeias laterais de asparagina ou arginina
o   O-glicosilação: adição de carboidratos ao radical hidroxila das cadeias laterais de serina, treonina, tirosina, hidroxilisina ou hidroxiprolina
o   P-glicosilação: ligação de carboidratos ao fosfato de uma fosfosserina
o   C-glicosilação: processo enzimático em que ocorre adição de carboidratos a um carbono da cadeia lateral do triptofano
o   Glipiação: adição de uma ancoragem de glicosilfosfatidilinositol (GPI), em que ocorre a ligação de um carboidrato à fosfoetanolamina, o que permite que seja ancorada ao grupo carboxil terminal de uma proteína

## Tipos de Glicosilação

### N-glicosilação

#### Características Gerais
É o tipo mais comum de glicosilação de proteínas e ocorre no Retículo Endoplasmático Rugoso (RER), sendo necessária para o enovelamento adequado dessa proteína na organela. Duas proteínas chaperonas do RER denominadas calnexina e calreticulina são proteínas de ligação de carboidratos, ou lectinas, que se ligam a oligossacarídeos nas proteínas que não estão completamente enoveladas e as retêm no RER para impedir que sofram agregação irreversível. Ambas promovem a associação de proteínas incompletamente enoveladas com outra chaperona do RER, que se liga a cisteínas que ainda não formaram ligações dissulfeto. Além disso, reconhecem oligossacarídeos ligados ao N que contêm uma única glicose terminal e, portanto, se ligam a proteínas apenas depois que duas das três glicoses do oligossacarídeo precursor tenham sido removidas durante o corte de glicose por glicosidases do RER. Quando a terceira glicose é removida, a glicoproteína dissocia-se da sua chaperona e pode deixar o RER. Para reconhecer esses erros e enovelamento, há a glicosil transferase, que continua adicionando uma glicose àqueles oligossacarídeos que perderam sua última glicose. Ela adiciona a glicose, entretanto, somente a oligossacarídeos que estão associados a proteínas desenoveladas. Assim, uma proteína desenovelada sofre ciclos contínuos de retirada de glicose (por glicosidase) e de adição (pela glicosil transferase) e mantém uma afinidade por calnexina e calreticulina, até alcançar seu estado de completo enovelamento.

#### Etapas
Na Glicosilação do tipo N ou ligada à asparagina, um oligossacarídeo precursor pré-formado (composto de N-acetilglicosamina, manose e glicose e contendo um total de 14 açúcares) é transferido em bloco para proteínas. Pela ação de uma enzima ligada à membrana, uma oligossacaril transferase, esse oligossacarídeo é transferido ao grupo NH2 da cadeia lateral de um aminoácido asparagina na proteína, e por isso a glicosilação tipo N recebe esse nome. Uma cópia da oligossacaril transferase é associada a cada proteína translocadora da membrana do RER, permitindo a ela procurar e glicosilar as cadeias polipeptídicas que entram. Uma molécula lipídica complexa, o dolicol, abriga o oligossacarídeo precursor na membrana do RER, ligando-se a ele por uma ligação pirofosfato altamente energética, que providencia a energia de ativação para conduzir a glicosilação. Durante a translocação da proteína, imediatamente depois de o aminoácido ter alcançado o lúmen, o oligossacarídeo precursor é transferido para a asparagina-alvo em um único passo enzimático. O oligossacarídeo precursor é construído açúcar por açúcar no lipídeo dolicol ligado à membrana e então transferido para uma proteína. Os açúcares são primeiro ativados no citosol pela formação de um intermediário açúcar-nucleotídeo (UDP ou GDP), que, então, doa seu açúcar (direta ou indiretamente) ao dolicol em uma sequência ordenada. O dolicol com 2 fosfatos inicia o ciclo. O primeiro passo é a ligação da N-acetilglicosamina ao grupamento fosfato do dolicol por meio de outro fosfato, cedido pela UDP que doa a hexose, com formação de uma ponte pirofosfato a qual ativa o oligossacarídeo para sua eventual transferência do dolicol para uma cadeia lateral da asparagina de um polipeptídeo crescente no lado do lúmen do RER. Depois de a N-acetilglicosamina transferase adicionar 2 N-acetilglicosamina ao grupo fosfato do dolicol, inicia-se a segunda etapa: outras duas moléculas de dolicol fosfato aceitam, respectivamente, quatro manoses e três glicoses, que também são incorporadas uma por vez. Nesse ponto, o dolicol é invertido através da bicamada por uma proteína translocadora,  do lado citosólico para o lado do lúmen da membrana do RER. Todas as reações subsequentes de transferência de glicosil no lado do lúmen do RE envolvem transferência de dolicol-P-glicose e dolicol-P-manose; esses monossacarídeos ativados ligados a lipídeo são sintetizados a partir de dolicol fosfato e de UDP-glicose ou de GDP-manose (quando apropriado) no lado citosólico do RE e, então, são invertidos através da membrana do RE. A seguir, no interior do RER, após se desprenderem de seus respectivos dolicóis, as cadeias de quatro manoses e de três glicoses somam-se nessa ordem ao heptassacarídio do dolicol fosfato, que se converte em oligossacarídio de 14 unidades: duas N-acetilglicosaminas, nove manoses e três glicoses.

#### Implicações
Toda a diversidade de estruturas de oligossacarídeos ligados ao N em glicoproteínas maduras resulta da modificação tardia do oligossacarídeo precursor original: enquanto ainda no RER, três glicoses e uma manose são rapidamente removidas dos oligossacarídeos da maioria das glicoproteínas.
O fato de um dado oligossacarídeo permanecer rico em manose ou ser processado depende em grande parte de sua posição na proteína. Se o oligossacarídeo for acessível às proteínas processadoras no aparato de Golgi, é provável que ele seja convertido a uma forma complexa; se ele estiver inacessível por seus açúcares estarem firmemente presos à superfície proteica, é provável que permaneça na forma rica em manose.

### O-glicosilação

#### Características Gerais
A glicosilação tipo O é responsável por modular proteínas que podem agir na fisiopatologia de inúmeras doenças, como diabetes mellitus, isquemia, reperfusão, doença de Alzheimer, entre outras.
Esse tipo de glicosilação ocorre exclusivamente no aparato de Golgi (AG), exceto em leveduras, onde foi observado que a síntese de oligossacarídeos O-ligados tem início no Retículo Endoplasmático com a adição de um resíduo de manose.

#### Etapas
Diferentemente da glicosilação N-ligada, na O-ligada os carboidratos são ligados ao radical -OH de resíduos de serina ou de treonina. O início é dado pela adição de um resíduo de N-acetilgalactosamina (N-GalNAc) a um radical OH dos aminoácidos citados com a ajuda da enzima acetilgalactosamina transferase, em cisternas cis do AG.. Posteriormente, quando a GalNAc é anexada ao açúcar, a molécula resultante sofre reações por específicas transferases que resultam em diversas estruturas, que são futuramente alongadas ou modificadas por sinalização, sulfatação, acetilação e extensão por polilactosamina
Em seguida, outros monossacarídeos são sucessivamente introduzidos no processo, adicionados no carboidrato, formando, assim, um oligossacarídeo. A adição de monossacarídeos é feita de forma sequencial nas diferentes cisternas do aparato de Golgi. Esses oligossacarídeos são, em geral, pequenos. Há várias possíveis combinações de monossacarídeos, o que pode acarretar uma diversidade nas estruturas.
Normalmente, nesse tipo de glicosilação, apenas um monossacarídeo é adicionado por vez e isso resulta em cadeias em geral curtas.
Além do mais, um número de outros açúcares, como frutose, também são descritos na literatura como passíveis de sofrerem glicosilação tipo O através da ação da enzima GalNAc, pois resíduos desta última foram encontrados em coproteínas derivadas da frutose.

### P-glicosilação
Este tipo de glicosilação, assim como a tipo C que será descrita mais à frente, são muito menos comuns que as glicosilações tipo N e tipo O.
Neste caso, o glicídio se ligará a resíduos de serina ou treonina por ligações fosfodiéster.

### C-glicosilação
Ocorre quando o açúcar se liga ao carbono do aminoácido, como a α-manose ao grupamento indol do primeiro triptofano da sequência Trp-X1-X2-Trp/Cys, processo favorecido quando X1 é um aminoácido pequeno ou polar (e.g. serina, alanina, glicina ou treonina) e desfavorecido quando é fenialanina ou leucina.

### Glipiação
É a formação de uma ancoragem de glicosilfosfatidilinositol (GPI), por meio da ligação do açúcar do GPI na fosfoetanolamina, a qual é ancorada no grupo C-terminal de uma proteína. No caso, o GPI está conectado covalentemente a um fosfolipídio.
Foi identificada em eucariotos e arqueas. A única função biológica confirmada do GPI é conferir um ancoramento estável na membrana para as proteínas.

## Importância Funcional
A adição de carboidratos nas proteínas altera suas polaridade e solubilidade, já que aqueles são mais hidrofílicos que estas. Assim, a glicosilação pode favorecer certo tipo de enovelamento, por choques estéricos e hidrofóbicos.
Além disso, a carga negativa e o volume do açúcar impede o ataque de enzimas proteolíticas em algumas proteínas. As proteínas podem ser diferentemente glicosiladas a depender do tecido em que são produzidas, o que afeta seu reconhecimento. Essas variações estruturais são denominadas glicoformas teciduais.
Dessa forma, a glicosilação de proteínas envolve reconhecimento e adesão celulares, já que os glicídios tornam aquela região da proteína hidrofílica para que possa funcionar em ambiente aquoso, além de promover comportamentos diferentes para diferentes glicosilações que ocorrerem, estrutura e quimicamente.
Ademais, as glicoproteínas de superfície celular nas células e proteínas como o colágeno de reticulação aprimoram a estabilidade e a força de um tecido. Por exemplo, as glicoproteínas permitem que as plantas se mantenham em pé, contra a força da gravidade.
Elas também atuam na comunicação entre sistemas de órgãos, no terminal sináptico na massa cinzenta cerebral, como hormônios (e.g. HCG e eritropoietina), enzimas, citosinas, fatores de crescimento, fatores de coagulação (protrombina, trombina e fibrinogênio), nos marcadores celulares (grupos MN e ABO), na reprodução sexuada ao permitir a ligação do espermatozoide no ovócito, no muco (mucinas), na inflamação, na atividade anticongelamento e na resposta imune ao determinar o antígeno específico em que se ligarão anticorpos, células B e células T.
Ainda, a N-glicosilação é uma das características estruturais que, por gerar estabilidade térmica, pode dar à proteína a propriedade de alergênio. Assim, ele ganha, muitas vezes, estabilidade e resistência à desnaturação química.
Já a O-glicosilação modula diversas vias de sinalização. Certas proteínas O-glicosiladas com O-GlcNAc promovem o aumento da reatividade vascular para estímulos contráteis. Estudos sugerem que elas desencadeiam uma resposta que envolve a ativação da STIM1/Orai1, o aumento da liberação de Ca2+ intracelular e a ativação da via de sinalização da PKC.

## Doenças Relacionadas
Mutações em genes codificadores de proteínas e de enzimas responsáveis pela glicosilação podem levar a doenças congênitas (CDGs - congenital disorders of glycosylation, tipo I e II), miopatias ou contribuir para o crescimento de neoplasmas. Nos distúrbios congênitos do tipo 1, as mutações ocorrem a nível gênico, com mutações alélicas. Nos distúrbios do tipo 2, as mutações ocorrem em glicosiltransferases, transportadores de nucleotídeos e proteínas citoplasmáticas responsáveis pelo transporte da maquinaria da glicosilação até o aparato de Golgi.
Um exemplo de CDG, é a Síndrome de Walker-Walburg, uma doença autossômica recessiva rara que causa distrofia muscular congênita e malformação cerebral e ocular - devido à malformação do sistema nervoso ainda no desenvolvimento embrionário. Entre outras etiologias, pode ser originada pela mutação nos genes codificadores das proteínas O-mannosyltransferases 1 e 2 (POMT1 e POMT2), ocorrendo com maior frequência em casos de consaguinidade. Outra anomalia congênita causada por mutações nos genes da glicosilação (glicogenes, de forma geral) é a Anomalia de Peters (Peter’s-plus Syndrome), que causa opacidade corneana devido à má formação do segmento anterior do olho, além de retardo mental. Nesse caso, as mutações inativam a enzima beta1,3-glucosiltransferase, responsável por adicionar ramos de açúcar a proteínas (fucose O-ligada) envolvidas na síntese de tetrassacarídeos nos fatores de crescimento epidérmicos (EGFs) e responsáveis pelo desenvolvimento embriológico, remodelação tecidual, angiogênese e neurogênese. A Anemia Diseritropoética Congênita tipo 2 (ou HEMPAS) é outra doença rara autossômica recessiva, que causa anemia durante toda a vida, desde casos brandos até aqueles que necessitam de transfusão, devido a falhas na eritropoiese (síntese de eritrócitos). Nessa patologia, a falha na glicosilação está relacionada à organização anormal da membrana de eritrócitos, com ausência de polilactosaminas em glicoproteínas de eritrócitos. Estudos apontam que fatores genéticos bloqueiam a glicosilação de aceptores de glicoproteínas e transferem ceramidas polilactosaminil para receptores de lipídios, o que resulta em aumento de glicolipídios da série lacto. Ocorre também um prejuízo na síntese de N-glicanos como N-acetilglicosamino transferase II e alfa-mannosidase II, com a produção de isômeros ou híbridos dessas enzimas, que não possuem a mesma eficiência.
A superexpressão de N-acetilglisoamina-transferase 5 está relacionada ao aumento de metástase em tumores. Seus produtos são responsáveis pela manutenção dos receptores de fatores de crescimento epidérmico (EGFRs) nas membranas celulares, aumentando sua resistência e sinalização para o crescimento nas células cancerígenas.